# 액면 금액
액면금액(Par value)는 금융이나 회계적 개념으로 명시된 금액을 말한다. 액면가격, 액면가, 액면이라고도 한다.
예를 들어 100원짜리 동전은 액면이 100원이다. 주식에서 액면금액은 회사가 그 금액 이하로 팔지 않는다. 대한민국에서는 상법상 1주의 최저 액면금액은 100원이다.

## 같이 보기
- 액면변경
- 디노미네이션
- 무액면주식
- 가증률